# Brittany Pettersen
Brittany Louise Pettersen, née le 6 décembre 1981 dans le comté de Jefferson au Colorado, est une femme politique américaine. Membre du Parti démocrate, elle est la représentante du 7e district du Colorado depuis 2023. Elle est auparavant membre du Sénat du Colorado, pour le 22e district, et de la Chambre des représentants du Colorado, pour le 28e district.

## Éducation
Pettersen obtient un baccalauréat en sciences politiques de l'université métropolitaine d'État de Denver.

## Début de carrière
Avant de se présenter comme représentante d'État, Pettersen travaille pour New Era Colorado, un groupe de pression progressiste à but non lucratif qui s'efforce d'accroître la participation des jeunes à la politique et au affaires gouvernementales,.

### Congrès d'État
En 2013, Pettersen est élue à la Chambre des représentants du Colorado. Durant sa première session parlementaire, elle s'oppose à l'abrogation de la peine de mort dans le Colorado.
Elle est élue au Sénat du Colorado en 2019. En juillet de cette année, la secrétaire d'État du Colorado Jena Griswold (en) autorise la circulation d'une pétition de révocation contre Pettersen. Les organisateurs de cette révocation avaient jusqu'au 16 septembre 2019 pour recueillir les 18 376 signatures nécessaires pour causer un vote. Cependant, le 10 septembre, il est annoncé que les efforts sont abandonnés et que personne ne peut plus soumettre de signatures,. La pétition de révocation indiquait que Pettersen devrait être révoquée en raison de son soutien aux sites d'injection d'héroïne financés par les contribuables et de son soutien aux projets de loi SB 19-042 (le projet de loi sur le vote populaire national), SB 19-181 (réforme globale du pétrole et du gaz), HB 19 -1032 (éducation compréhensive sur la sexualité humaine) et HB 19-1177 (le projet de loi Red Flag (en) qui permet à un juge d'interdire à un individu de posséder une arme à feu).

## Chambre des représentants des États-Unis
Le 9 avril 2017, à la suite de l'annonce par Ed Perlmutter de sa candidature au poste de gouverneur du Colorado, Pettersen annonce sa candidature pour le 7e district du Colorado. Après le retrait de Perlmutter de la course et l'annonce qu'il compte être candidat à sa réélection, Pettersen met fin à sa campagne.
Perlmutter annonce qu'il ne sera pas candidat à sa réélection à la Chambre des représentants en 2022. Pettersen déclare de nouveau sa candidature pour le 7e district du Colorado,. Elle est élue en novembre avec plus de 56 % des voix. Elle est réélue le 5 novembre 2024 avec 55,3 % des voix.

### Missions du comité
Pour le 118e congrès :
- Committee on Financial Services (en)

### Adhésion au caucus
- New Democrat Coalition[15]

## Vie privée
En 2017, Pettersen épouse Ian Silverii, le directeur exécutif de ProgressNow (en), dans la résidence du gouverneur du Colorado. Pettersen et Silverii ont un enfant.